# Cléry-le-Grand
 Cléry-le-Grand  es una población y comuna francesa, en la región de Lorena, departamento de Mosa, en el distrito de Verdún y cantón de Dun-sur-Meuse.

## Demografía
| 103 | 103 | 90 | 89 | 81 | 70 |
| Para los censos de 1962 a 1999 la población legal corresponde a la población sin duplicidades (Fuente: INSEE [Consultar]) |     |    |    |    |    |